# L'Amour sous les toits
Pour plus de détails, voir Fiche technique et Distribution.
L'Amour sous les toits (titre original : Apartment for Peggy) est un film américain en Technicolor réalisé par George Seaton, sorti en 1948.

## Synopsis
Au sortir de la deuxième guerre, Henry Barnes, professeur à la retraite et veuf, estime qu'il a vécu assez longtemps et envisage le suicide. Cette pensée s'évanouit lorsqu'il rencontre Peggy, une future maman jeune et vive dont l'époux, Jason, un vétéran de guerre, a du mal à terminer ses études universitaires et à trouver un logement décent pour sa famille. Henry leur propose d’habiter dans le grenier de sa maison...

## Fiche technique
- Titre original : Apartment for Peggy
- Titre français : L'Amour sous les toits
- Réalisation : George Seaton
- Scénario : George Seaton d'après la nouvelle An Apartment for Jenny de l'écrivaine Faith Baldwin, publiée en 1947
- Photographie : Harry Jackson
- Musique : David Raksin, Earle H. Hagen (musique additionnelle, non crédité), Cyril J. Mockridge (musique additionnelle, non crédité)
- Costumes : Kay Nelson
- Société de production : 20th Century Fox
- Pays de production : États-Unis
- Format : Couleur (Technicolor) - 1,37:1 - Mono
- Genre : comédie dramatique
- Durée : 96 minutes
- Dates de sortie : 
  - États-Unis : 15 octobre 1948
  - France : 10 mai 1949

## Distribution
- Jeanne Crain : Peggy Taylor
- William Holden : Jason Taylor
- Edmund Gwenn : Professeur Henry Barnes
- Gene Lockhart : Professeur Edward Bell
- Griff Barnett : Dr Philip Conway
- Houseley Stevenson : Professeur T. J. Beck
- Almira Sessions : Mme Landon